# Place de la Porte-de-Paris
La place de la Porte-de-Paris à Saint-Denis est un carrefour routier, qui marque la limite entre le quartier de La Plaine Saint-Denis et le sud du centre-ville de Saint-Denis,.

## Situation et accès

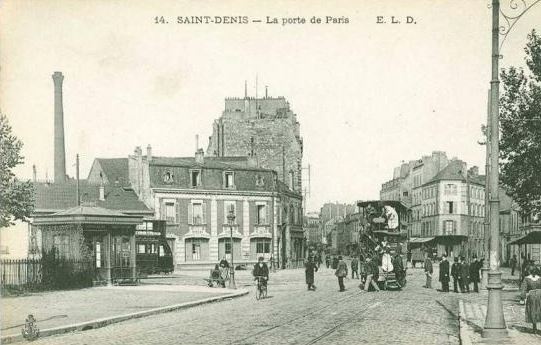
Saint Denis, Porte de Paris. Vue dans la direction de la rue Gabriel-Péri.

La longue histoire de cette place, notamment comme entrée des remparts de Saint-Denis, et sa proximité actuelle avec l'autoroute A86 et l'autoroute A1, en font un nœud de communication majeur du Nord parisien, tant par le réseau routier que pour les transports en commun.
Elle est le point de rencontre de :
- la rue Gabriel-Péri ;
- l'avenue du Président-Wilson (route nationale 1) ;
- la rue Danielle-Casanova, ancien chemin d'Aubervilliers[3] ;
- le boulevard Marcel-Sembat ;
- le boulevard Anatole-France (route de la Révolte).

Accès
- Station de métro Porte de Paris
- Ligne 8 du tramway d'Île-de-France
- Canal Saint-Denis

## Origine du nom
Elle porte ce nom car à son emplacement se situait une porte fortifiée qui conduisait à Paris.

## Historique

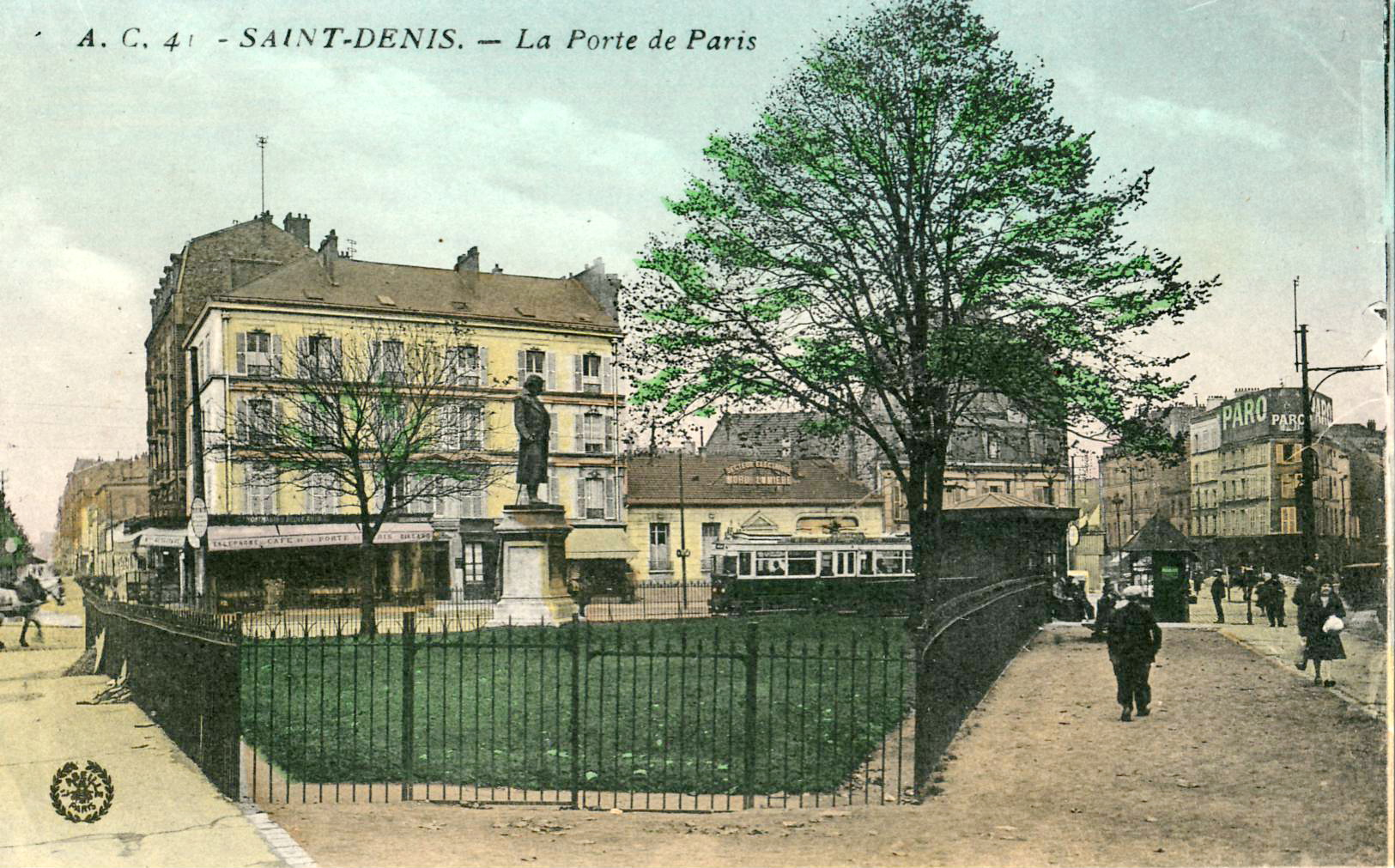
La Porte de Paris. Statue représentant Nicolas Leblanc. À gauche, le boulevard Marcel-Sembat. À droite, la rue Gabriel-Péri. Les deux immeubles de coin sont toujours présents.

Sa situation sur le parcours de l'Estrée en fait un très ancien carrefour de communication.
À la fin du Moyen-Âge, c'est l’une des cinq portes des remparts de Saint-Denis. Elle est le point de passage des cortèges royaux vers la basilique. Par suite de la Guerre de Cent ans, des fortifications sont construites de 1356 à 1416. Elles sont endommagées en 1567, lors de la bataille de Saint-Denis qui voit s'affronter catholiques et protestants.
En 1724, sous Louis XV, le chemin de Paris, est redimensionné, avec 35 mètres de large, deux contre-allées, quatre rangées d’ormes, et renommé Grand Chemin Pavé.
En 1750, la porte est restaurée en une grille, surmontée d’un linteau en pierre, qui est supprimée dans les années 1770.
La place est elle-même explicitement mentionnée par l'abbé Lebeuf en 1754 puis en 1811 par un autre auteur, comme l'entrée dans la ville de Saint-Denis. On y apprend que plusieurs communautés ecclésiastiques se trouvaient de longue date dans les environs.
Ainsi, au XVIIIe siècle, l'enclos du monastère des Carmélites de Saint-Denis, maintenant le Musée d'art et d'histoire de Saint-Denis, s'étendait jusqu'à cet endroit. Irrigués par le ru de Montfort, cet enclos et ses jardins ont accueilli les roseraies de l'horticulteur Jacques-Louis Descemet,. Dans la rue Pinel toute proche, l'école maternelle La roseraie en a conservé le souvenir.
En 1965, la place est éventrée lors des travaux de construction du viaduc de l’autoroute A1. En 1976, on y installe une gare routière. En 1996, est créée au centre, une gare d'autobus. Les premières réflexions sur la réurbanisation de la place commencent vers l'an 2000.

### Statue de Nicolas Leblanc

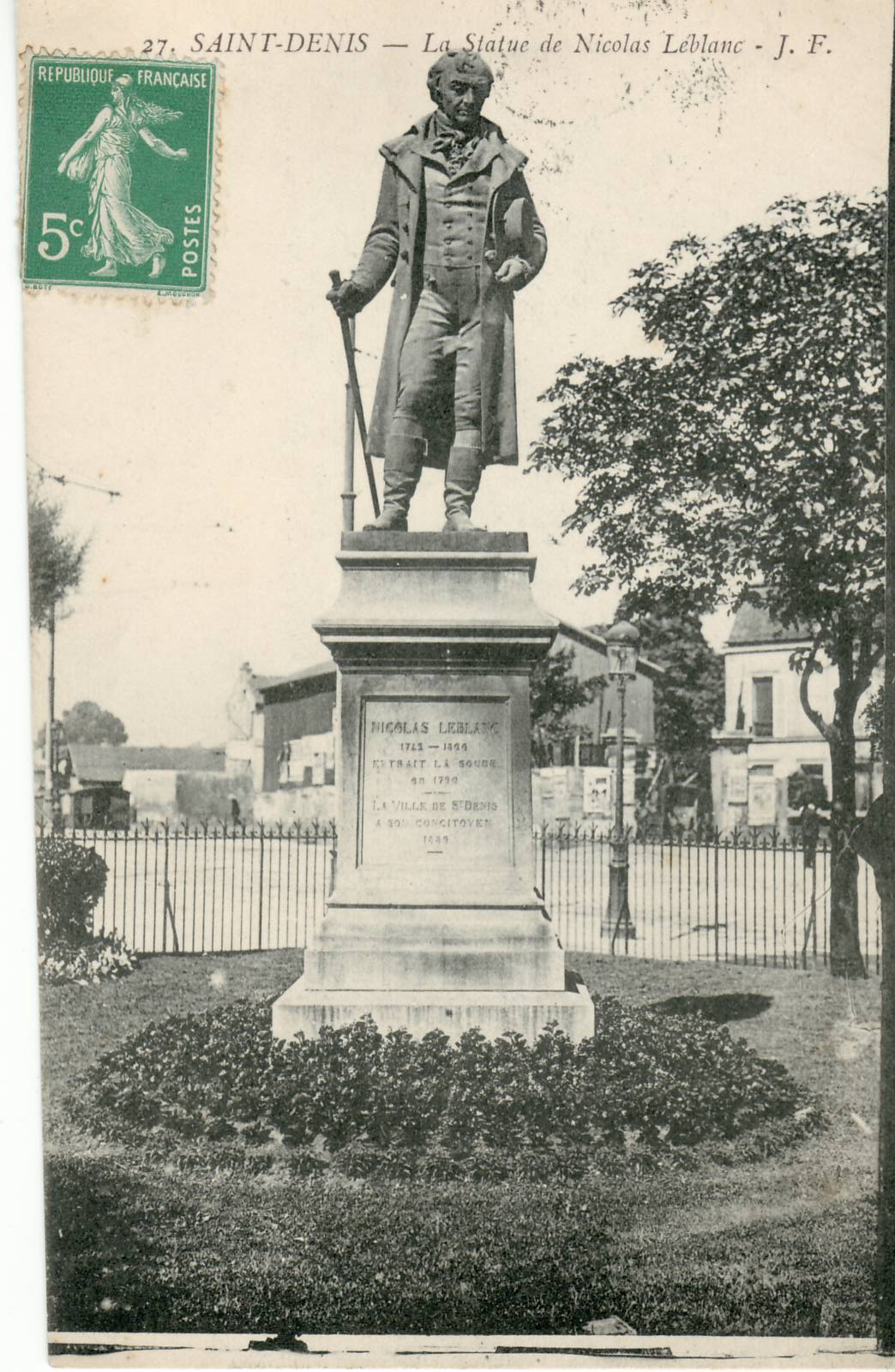
Statue de Nicolas Leblanc

La place était, au XIXe siècle, occupée par un square. En 1890, ce square fut orné par une statue en bronze réalisée par le sculpteur Ernest-Eugène Hiolle, représentant le chimiste Nicolas Leblanc, qui avait créé à côté du Port Saint-Denis (Anciennement maison-de-Seine, à l'emplacement de la gare de Saint-Denis) une fabrique de soude artificielle active en 1791.
Le piédestal de cette statue comporte la dédicace:
```
NICOLAS LEBLANC 
 NÉ EN 1742 MORT EN 1806 
 EXTRAIT LA SOUDE DU SEL MARIN 
 SOUSCRIPTION INTERNATIONALE 1886
.
```

Contrairement à de nombreuses statues fondues pendant l'Occupation allemande, afin d'en réutiliser le métal à la suite de la mobilisation des métaux non ferreux, ce monument a été épargné et, par la suite, déplacé dans la cour du Musée National des Arts et Métiers de Paris.
Le square sera supprimé en 1957 pour laisser place à un rond-point routier.

## Bâtiments remarquables et lieux de mémoire
- Stade de France
- Musée d'art et d'histoire de Saint-Denis